# Barbacenia brevifolia
Barbacenia brevifolia là một loài thực vật có hoa trong họ Velloziaceae. Loài này được Taub. miêu tả khoa học đầu tiên năm 1890.